# حرکت وضعی زمین

تصویری پویانمایی از چرخش زمین

چرخش زمین (به انگلیسی: Earth's rotation)، حرکت وضعی زمین یا چرخش زمین به دور خود (به انگلیسی: Earth's spin)، نام چرخشی است که سیارهٔ زمین به دور خود انجام می‌دهد. دانشمندان زیادی در سده‌ها پیش و تا به الان این چرخش را تأیید کردند و چرخش زمین از غرب به شرق است. اگر از سمت ستارهٔ قطبی به سمت زمین نگاه کنیم، زمین پادساعتگرد و از سمت غرب به شرق به دور خود می‌چرخد.
یک دور چرخش کامل کرۀ زمین به دور خودش ۲۳ ساعت و ۵۶ دقیقه و ۴ ثانیه به درازا می‌کشد که به آن روز نجومی می‌گویند که ۳ دقیقه و ۵۶ ثانیه از روز خورشیدی کوتاه‌تر است.

## انواع حرکت زمین
- زمین دور محورش روزی یک بار می‌چرخد. (حرکت وضعی/ چرخش)
- زمین بر گرد خورشید سالی یک بار می‌گردد. (حرکت انتقالی/ گردش)
- محور زمین حرکت تقدیمی دارد.
- محور زمین حرکت ترقص دارد. (رقص محوری)
- خورشید همراه زمین و سیارات دیگر در میان خوشهٔ محلی ستارگان با سرعت ۲۰ کیلومتر در ثانیه حرکت می‌کنند.
- شب و روز پدید می‌آیند. (حرکت وضعی)

## خاستگاه

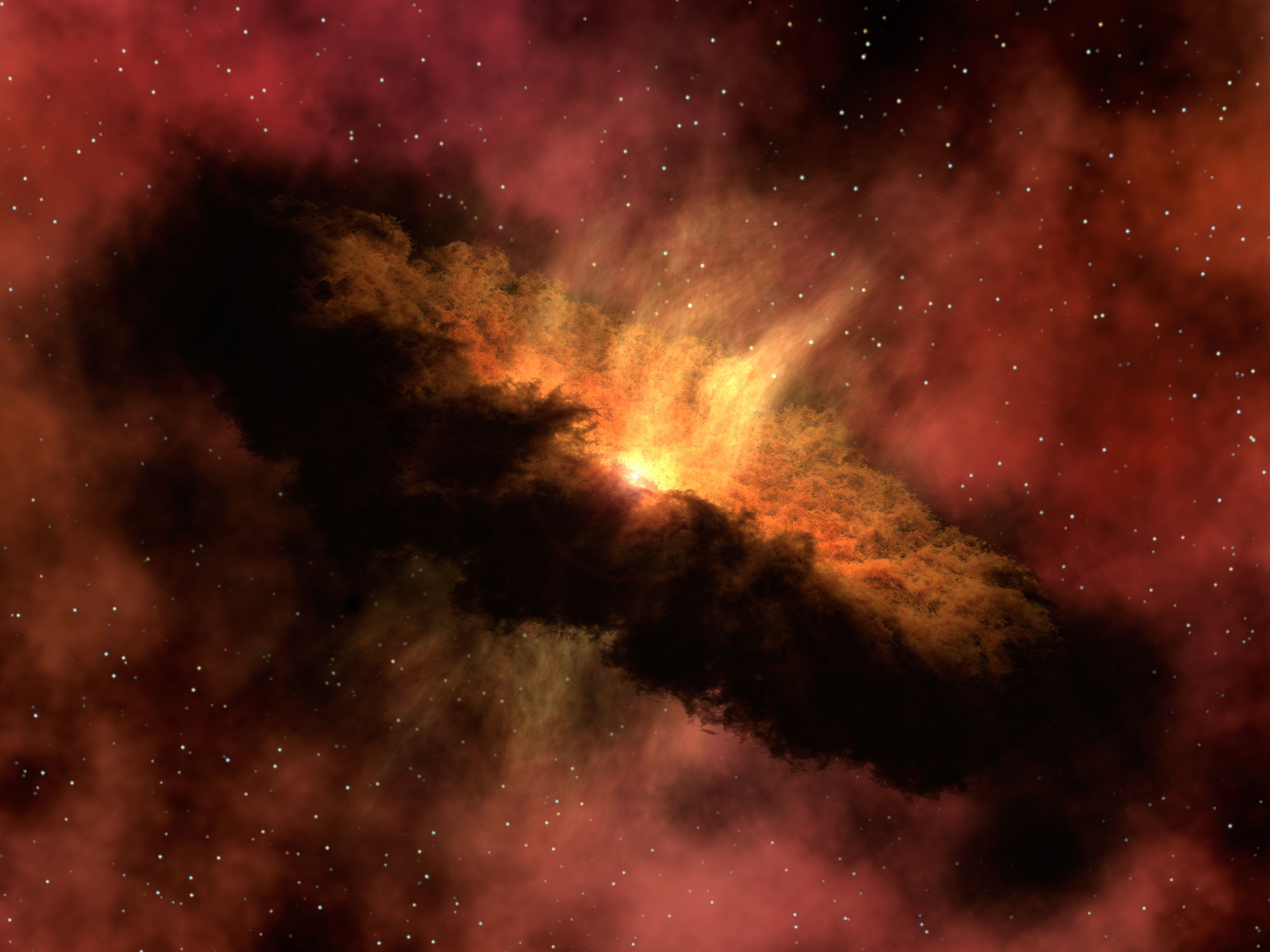
اثر گرافیکی یک هنرمند از قرص پیش‌سیاره‌ای.

چرخش اولیه زمین بقایایی از حرکت زاویه‌ای اولیه ابر غبار، سنگ و گاز بود که به هم پیوستند و منظومه شمسی را تشکیل دادند. این ابر مولکولی از هیدروژن و هلیوم تولید شده در مه‌بانگ و همچنین عناصر شیمیایی که توسط ابرنواخترها به بیرون پرتاب شده بودند، تشکیل شده است. از آنجایی که این غبارهای کیهانی ناهمگن است، هرگونه عدم تقارن در طول برافزایش گرانشی منجر به حرکت زاویه‌ای سیاره نهایی می‌شود.
با این حال، اگر فرضیه برخورد بزرگ برای منشأ ماه درست باشد، این سرعت چرخش اولیه با برخورد تیا ۴٫۵ میلیارد سال پیش بازنشانی می‌شد.

## تاریخچهٔ باور به چرخش زمین
هیچ شاهدی وجود ندارد که صراحتاً نشان دهد حتی یکی از دانشمندان و منجمان دوران اسلامی، چه ایرانی و چه غیر آن، به نظریهٔ چرخش وضعی یا انتقالی زمین معتقد بوده‌باشند. یکی از شواهدی که بعضی‌ها را به اشتباه انداخته است عبارات ابوریحان بیرونی در کتاب استیعاب الوجوه الممکنة لصنعة الاصطرلاب است. او پس از معرفی اسطرلاب زورقی، می‌نویسد:
«ابوسعید سجزی، این اسطرلاب را بر اساس این فرض ساخته، که بعضی مردم بدان اعتقاد دارند؛ که زمین به دور خود در گردش است. این فرضی است که نمی‌توان با هندسه و علم هیئت آن را نقض‌کرد و برای رد آن باید از طبیعیات کمک گرفت».
بعضی‌ها این سخن بیرونی را نشانهٔ اعتقاد سجزی به چرخش وضعی زمین دانسته‌اند، در حالی که عبارت بیرونی نه تنها هیچ صراحتی در این زمینه ندارد، بلکه این تعبیر او، «لاخترعه علی اصل قائم بذاته مستخرَج مما یعتقده بعض الناس…»، نشان دهندهٔ عکس این مطلب است، یعنی کسانی به غیر از سجزی معتقد به این بوده‌اند. بیرونی در قانون مسعودی بعد از آن که دلایل بسیاری برای سکون زمین می‌آورد، اشاره می‌کند که بعضی از هندیان به نام اصحاب اَرجبَهَر از علمای هند قائل به چرخش وضعی زمین بوده‌اند. به غیر از این اشاره در هیچ‌کدام از آثار نجومی و جغرافیایی جهان اسلام هیچ نشانه ای از اعتقاد صریح به چرخش وضعی یا انتقالی زمین وجود ندارد. علاوه بر این باید توجه داشت که ساخت هر نوع اسطرلاب الزامی برای پذیرش هیچ دیدگاه کیهان‌شناسانه‌ای ایجاد نمی‌کند. چرا که ممکن است انگیزهٔ سازنده در ساخت ابزار سادگی ساخت و کار با آن باشد؛ بنابراین نمی‌توان عجولانه نتیجه گرفت که سجزی مبدع نظریه چرخش وضعی زمین بوده است.
متأسفانه در آثار غیرپژوهشی و عامیانه زیاد گفته می‌شود که سجزی نه تنها مبدع نظریه چرخش وضعی زمین، بلکه انتقالی آن بر مدار بیضوی بوده است. در حالی که از عبارات ابوریحان بیرونی، که تنها سند در این زمینه است، به هیچ وجه چنین چیزهایی برداشت نمی‌شود. این ادعاهای غیرعلمی نه‌تنها مایهٔ افتخار و مباهات ایرانیان نیست، بلکه موجب وهن پژوهشگران ایران و اتهام آنها به بی‌دقتی و دخالت انگیزه‌های ملی‌گرایانه در پژوهش‌های تاریخی است؛ مثلاً بعضی‌ها ادعا کرده‌اند که ابن رسته در کتاب اعلاق النفیسه از نظریه چرخش وضعی زمین دفاع کرده است. مراجعه به این کتاب عکس این مطلب را نشان می‌دهد؛ زیرا در فصلی با عنوان «فصل فی الحرکتین الاولتین من حرکات السماء» به معرفی حرکت شبانه‌روزی آسمان می‌پردازد و هیچ اشاره‌ای مطلقاً به حرکت زمین نمی‌کند.

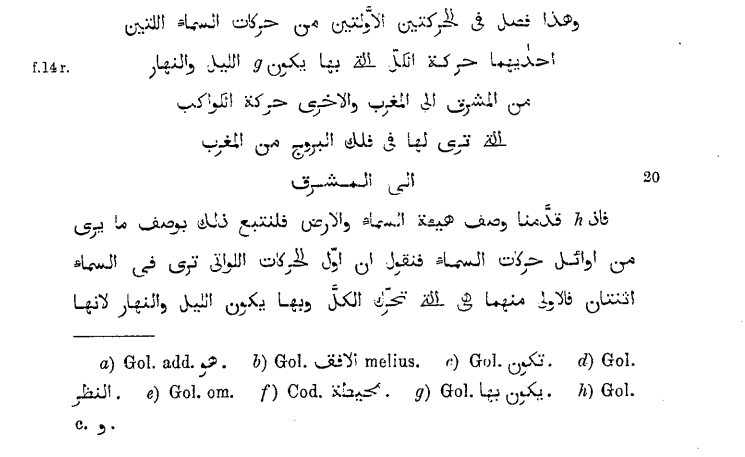
ابن رسته

درست است که تمام دانشمندان و منجمان جهان اسلام به مرکزیت و سکون زمین اعتقاد داشتند، اما بر سر بهترین استدلال برای سکون زمین اختلاف‌هایی بین بعضی منجمان درگرفت؛ مثلاً نصیرالدین طوسی معتقد بود دلایل تجربی بطلمیوس برای سکون زمین کافی نیست و استدلالی فلسفی برای آن مطرح کرد. اما شاگرد او قطب‌الدین شیرازی استدلال بطلمیوس را کافی می‌دانست و دلیل فلسفی طوسی را رد می‌کرد. این بحث در آثاری که به نام شروح تذکرهٔ طوسی شناخته می‌شود ادامه پیدا کرد. تمامی نویسندگان و مترجمان به سکون زمین اعتقاد داشتند ولی دربارهٔ اینکه چه استدلالی می‌تواند آن را نشان دهد اختلاف داشتند. بعضی از استدلال‌هایی که کوپرنیک بعدها برای نفی حرکت زمین استفاده‌کرد احتمالاً برگرفته از همین بحث و تبادل‌نظر بود.

## آزمایش فوکو
آزمایش فوکو و دوران زمین ژ.ب. ل فوکو فیزیکدان فرانسوی در سال ۱۸۵۱ آزمایشی انجام داد که هدف آن بررسی دوران زمین بود. تنها وسیلهٔ لازم برای این آزمایش یک آونگ است که از گلوله‌ای سربی و تک سیمی برای آویختن تشکیل شده است. برای اندازه‌گیری دقیق، سیم باید بلند باشد و گلولهٔ سربی و سنگین باشد و آونگ از نقطه‌ای ثابت و محکم آویخته گردد. آونگی که به آزادی نوسان می‌کند صفحهٔ نوسانش را حفظ می‌کند.
- آونگ را به نوسان درآورید.
- روی زمین با رسم خطی مسیر گلولهٔ آونگ را مشخص کنید.
- یک ساعت بعد نگاه کنید. این خط به اندازه ۱۵ درجه در خلاف جهت حرکت عقربه‌های ساعت نسبت به صفحه‌ای که آونگ در آن نوسان می‌کند، چرخیده است.
- مشاهده می‌کنید که در یک روز نجومی، این خط یک دور کامل را در خلاف جهت حرکت عقربه‌های ساعت پیموده است.